# Ellen Waldeck
Ellen Waldeck (* 7. August 1901 als Ellen Karla Klara Eichelmann in Hannover; † 4. Oktober 1998 in Hamburg) war eine deutsche Schauspielerin und Hörspielsprecherin.

## Leben und Wirken
Die Tochter des Kaufmanns Paul Eichelmann und seiner Frau Emilie, geb. Backs, erhielt eine Ausbildung bei Max Reinhardt an der Schauspielschule des Deutschen Theaters in Berlin. 1926 heiratete sie Axel Krohn-Waldeck, den Direktor des Neuen Schauspielhauses in Königsberg, doch sind Theatertätigkeiten erst nach dem Jahr 1945 nachweisbar. So hatte sie unter anderem in der Spielzeit 1948/1949 Auftritte an den Städtischen Bühnen in Kiel und von 1951 bis 1955 ein Engagement am Deutschen Schauspielhaus in Hamburg. Dort konnte man sie 1953 als Mutter in Jean Anouilhs Jeanne oder Die Lerche und 1954 als Zigeunerin in Tennessee Williams Camino Real sehen. Es folgte von 1955 bis 1967 eine Verpflichtung an das Theater der freien Hansestadt Bremen und von 1966 bis 1969 erneut in Hamburg an das Deutsche Schauspielhaus und anschließend für die Spielzeit 1970/1971 an das Junge Theater. Von 1971 bis 1980 war sie Ensemblemitglied an den Hamburger Kammerspielen.
Ab den 1950er-Jahren wirkte Ellen Waldeck auch in einigen Film- und Fernsehproduktionen mit. Darunter befand sich der Spielfilm Das Sonntagskind von Kurt Meisel mit Heinz Rühmann, Hannelore Bollmann, Werner Peters und Günther Lüders.
Ellen Waldeck war ab 1950 auch in sehr vielen Hörspielen als Sprecherin tätig. So sprach sie in Axel Eggebrechts Einer zahlt seine Schuld unter der Regie von Fritz Schröder-Jahn neben Cay Dietrich Voss, Alexander Hunzinger und Inge Meysel.
Hochbetagt starb Ellen Waldeck 1998 in ihrer Hamburger Wahlheimat.

## Filmografie (Auswahl)
- 1954: Der Briefträger ging vorbei (Fernsehfilm)
- 1956: Das Sonntagskind
- 1966: Frühlings Erwachen (Fernsehfilm)
- 1967: Egmont  (Fernsehfilm)
- 1968: Septembergewitter (Fernsehfilm)
- 1969: Der Hausfreund (Fernsehfilm)
- 1978/79: Vorsicht Falle! (Fernsehreihe, mehrere Folgen)

## Hörspiele (Auswahl)
- 1950: Es war ein ungewöhnlich langer Tag – Regie: Fritz Schröder-Jahn
- 1950: Ein Tag wie morgen – Regie: Fritz Schröder-Jahn
- 1950: Der Mann an der Brücke – Regie: Fritz Schröder-Jahn
- 1950: Erpressung  – Regie: Heinrich Fischer
- 1950: Kapitän Brassbounds Bekehrung – Regie: Otto Kurth
- 1950: Einer zahlt seine Schuld – Regie: Fritz Schröder-Jahn
- 1950: Der gerechte Herr Boll – Regie: Fritz Schröder-Jahn
- 1951: Interview mit einem Stern – Regie: Fritz Schröder-Jahn
- 1952: Alle Menschen leben in Kirchborn – Regie: Fritz Schröder-Jahn
- 1955: Prozeßakte Vampir (4. Teil: Gerichtsvollzieher Glienicke erzählt: Üb’ immer Treu und Redlichkeit) – Regie: Hans Gertberg
- 1955: Prozeßakte Vampir (5. Teil: Mr. Cross erzählt: Auf dem Grunde des Meeres) – Regie: Hans Gertberg
- 1956: Gesucht werden 40000 Klassenzimmer – Regie: Gerlach Fiedler
- 1956: Polizeiakte X. Eine Sendereihe aus der Praxis der Kriminalistik (1. Folge: Vier Jahre danach) – Regie: Günter Bommert
- 1956: Florie Commercial – Regie: Günter Siebert
- 1957: Dreimal Lachsschinken – Regie: Günter Siebert
- 1958: Der Franc steht so schlecht – Regie: Walter Jokisch
- 1958: Rendezvous mit dem Tod (2. Folge: Verwicklungen) – Regie: Günter Siebert
- 1958: Rendezvous mit dem Tod (5. Folge: Allerlei Nachtschwärmer) – Regie: Günter Siebert
- 1958: Rendezvous mit dem Tod (6. Folge: Wer anderen eine Grube gräbt) – Regie: Günter Siebert
- 1959: Wo ist James Prelvis? – Regie: Günter Siebert
- 1959: Die Schulden des Herrn Krösus – Regie: Günter Bommert
- 1961: Der Mörder bin ich oder: 20 Tote und kein Mörder – Regie: Albert Pelle
- 1961: Das Meer macht Ferien – Regie: Charlotte Niemann
- 1961: Der satte Herr Géraudin – Regie: Günter Siebert
- 1962: Der Bräutigam und die Anderen – Regie: Miklós Konkoly
- 1963: Der Mann auf der Feuerleiter – Regie: Günter Siebert
- 1964: Timm Thaler oder das verkaufte Lachen (1. Teil) – Regie: Hans-Jürgen Ott
- 1965: Reportagen aus dem Jahre 2015 (2. Folge: Häuser zum Wegwerfen) – Regie: Paul Henn
- 1965: Urlaub zum Morden – Regie: Günter Siebert
- 1968: Neun Monate – Regie: Fritz Schröder-Jahn
- 1969: Tee bei Tante Malinchen – Regie:  Carl Gottfried von Einem
- 1970: Die Möwen schreien – Regie: Jo Hanns Müller
- 1970: Lebende Bilder und Prototypen Sulivans unverbindliche Hörschau – Regie: Otto Kurth
- 1970: Das abgewandte Antlitz des Mondes – Regie: Fritz Schröder-Jahn
- 1970: Ein Lamm im Schlangenhaus – Regie: Günter Siebert
- 1973: Märchen von einem, der auszog, das Fürchten zu lernen – Regie: Hans Rosenhauer
- 1973: Ein hartgesottener Junggeselle – Regie: Günter Siebert
- 1980: Die Stunde des Huflattichs – Regie: Hans Rosenhauer
- 1984: Kampf um Kreuzberg – Regie: Hans Rosenhauer
- 1988: Inwendig – Labyrinthgeschichte für Fortgeschrittene – Regie: Hans Rosenhauer
- 1988: Tantiemen für die Witwe (1. Teil) – Regie: Bernd Lau
- 1988: Tantiemen für die Witwe (2. Teil) – Regie: Bernd Lau
- 1990: Die Konquistadoren – Regie: Hans Rosenhauer